# Freienhagen, Eichsfeld
Freienhagen là một đô thị thuộc huyện Eichsfeld, Verwaltungsgemeinschaft Hanstein-Rusteberg nước Đức. Đô thị này có diện tích 4,1 km², dân số thời điểm 31 tháng 12 năm 2006 là 316 người.